# Thế vận hội Người khuyết tật Mùa đông 2018
Thế vận hội Người khuyết tật Mùa đông 2018 (tiếng Hàn: 평창 동계 패럴림픽; Hanja: 平昌 冬季 패럴림픽; Romaja: Pyeongchang Donggye Paereollimpik), thường được biết đến với tên gọi Paralympic Mùa đông PyeongChang 2018, là sự kiện thi đấu nhiều môn thể thao dành cho vận động viên khuyết tật diễn ra tại Pyeongchang, tỉnh Gangwon, Hàn Quốc, từ ngày 9 đến ngày 18 tháng 3 năm 2018.
Các vận động viên đại diện cho 49 Ủy ban Paralympic Quốc gia đang tham gia vào Thế vận hội này, đánh dấu lần đầu tiên Hàn Quốc tổ chức Thế vận hội mùa Đông dành cho người khuyết tật và là lần thứ nhì Hàn Quốc đăng cai một Thế vận hội dành cho người khuyết tất, sau Paralympic Mùa hè 1988 ở Seoul.

## Đấu thầu
Là một phần của thỏa thuận chính thức giữa Ủy ban Paralympic Quốc tế và Ủy ban Olympic Quốc tế lần đầu tiên được thành lập vào năm 2001, quốc gia giành chiến thắng trong cuộc đua đăng cai tổ chức Thế vận hội mùa Đông 2018 cũng sẽ tổ chức Thế vận hội mùa Đông dành cho người khuyết tật 2018.
Pyeongchang được chọn làm nơi đăng cai trong kỳ họp IOC thứ 123 ở Durban vào năm 2011, giành được đa số cần thiết ít nhất 48 phiếu chỉ trong một vòng bỏ phiếu.
| Bầu chọn Thành phố chủ nhà Thế vận hội Người khuyết tật Mùa đông 2018 | Bầu chọn Thành phố chủ nhà Thế vận hội Người khuyết tật Mùa đông 2018 | Bầu chọn Thành phố chủ nhà Thế vận hội Người khuyết tật Mùa đông 2018 |
| Thành phố                                                             | Quốc gia                                                              | Số phiếu                                                              |
| --------------------------------------------------------------------- | --------------------------------------------------------------------- | --------------------------------------------------------------------- |
| Pyeongchang                                                           | Hàn Quốc                                                              | 63                                                                    |
| Munich                                                                | Đức                                                                   | 25                                                                    |
| Annecy                                                                | Pháp                                                                  | 7                                                                     |

## Đại hội Thể thao

### Bảng huy chương
| Hạng                | NPC                                | Vàng | Bạc | Đồng | Tổng số |
| ------------------- | ---------------------------------- | ---- | --- | ---- | ------- |
| 1                   | Hoa Kỳ                             | 13   | 15  | 8    | 36      |
| 2                   | Vận động viên Paralympic trung lập | 8    | 10  | 6    | 24      |
| 3                   | Canada                             | 8    | 4   | 16   | 28      |
| 4                   | Pháp                               | 7    | 8   | 5    | 20      |
| 5                   | Đức                                | 7    | 8   | 4    | 19      |
| 6                   | Ukraina                            | 7    | 7   | 8    | 22      |
| 7                   | Slovakia                           | 6    | 4   | 1    | 11      |
| 8                   | Belarus                            | 4    | 4   | 4    | 12      |
| 9                   | Nhật Bản                           | 3    | 4   | 3    | 10      |
| 10                  | Hà Lan                             | 3    | 3   | 1    | 7       |
| 11–26               | Các nước còn lại                   | 14   | 13  | 25   | 52      |
| Tổng số (26 đơn vị) | Tổng số (26 đơn vị)                | 80   | 80  | 81   | 241     |